# Fest im Sattel (Fernsehserie)
Fest im Sattel ist eine 48-teilige deutsche Familienserie, die in 25-minütigen Folgen von 1988 bis 1990 im Vorabendprogramm auf Das Erste ausgestrahlt wurde. Produziert wurde die Serie federführend vom Südwestfunk mit österreichischen und Schweizer Koproduzenten. Die Hauptrollen waren mit Hans Putz, Tamara Rohloff, Claudia Rieschel, Hans Clarin, Dietmar Schönherr, Thomas Fritsch und Rainer Goernemann besetzt. Die Serie spielt auf dem kleinen fiktiven Gestüt „Mooshof“ für Islandpferde im Nordschwarzwald.

## Inhalt
Gottlieb Stross, ein verwitweter Mann mit einer Leidenschaft für Pferde, führt seit 30 Jahren den Mooshof, ein kleines Islandpferdegestüt im Nordschwarzwald. Da er das Gestüt eher aus Liebe und nicht aus wirtschaftlichen Erwägungen betreibt, gerät er immer wieder in finanzielle Schwierigkeiten. Unterstützung findet er dabei bei seiner Tochter Ute, die zwischen der Verantwortung für den Hof und den Ansprüchen ihres Ehemanns Werner hin- und hergerissen ist. Werner, ein Betriebswirt, kann nicht nachvollziehen, warum seine Frau sich so stark für den wenig profitablen Hof einsetzt, und fühlt sich zunehmend zu der erfolgreichen Geschäftsfrau Voss hingezogen. Der Konflikt zwischen Utes Vater und ihrem Mann belastet sie sehr, und der Reitlehrer Peter Schweibold nutzt diese Spannung hemmungslos aus.
Eines Tages kommt adrette Französin Madeleine Duroc zufällig auf den Mooshof und ist von der unkonventionellen Lebensweise dort so begeistert, dass sie bleibt. Doch ihre Anwesenheit scheint die Probleme des Gestüts noch zu verstärken. Der Gerichtsvollzieher Otto Bödefeld besucht den Hof immer häufiger, und obwohl er zunächst unbeliebt ist, entwickelt er sich im Laufe der Zeit zu einer wichtigen, wenn auch ungewollten, Stütze für die Familie. Nach einer Zwangsversteigerung des Hofes und dem unerwarteten Tod von Gottlieb Stross, wandeln Ute und Madeleine den Mooshof in ein Reiterhotel um. Monika Kessler und Roger Petersen übernehmen die Rolle der neuen Reitlehrer. Die Kinder der „Mooshof“-Bande, die hier ein neues Zuhause bei den Pferden gefunden haben, kümmern sich nicht nur um die Tiere, sondern sorgen auch für allerlei Aufregung. Nachdem Ute sich von Werner scheiden lässt, heiratet sie den Tierarzt Dr. Amberg, und gemeinsam verlassen sie den Hof. Bödefeld übernimmt schließlich die vollständige Leitung des Mooshofs. Nora Weis wird als neue Tierärztin eingestellt.

## Produktion

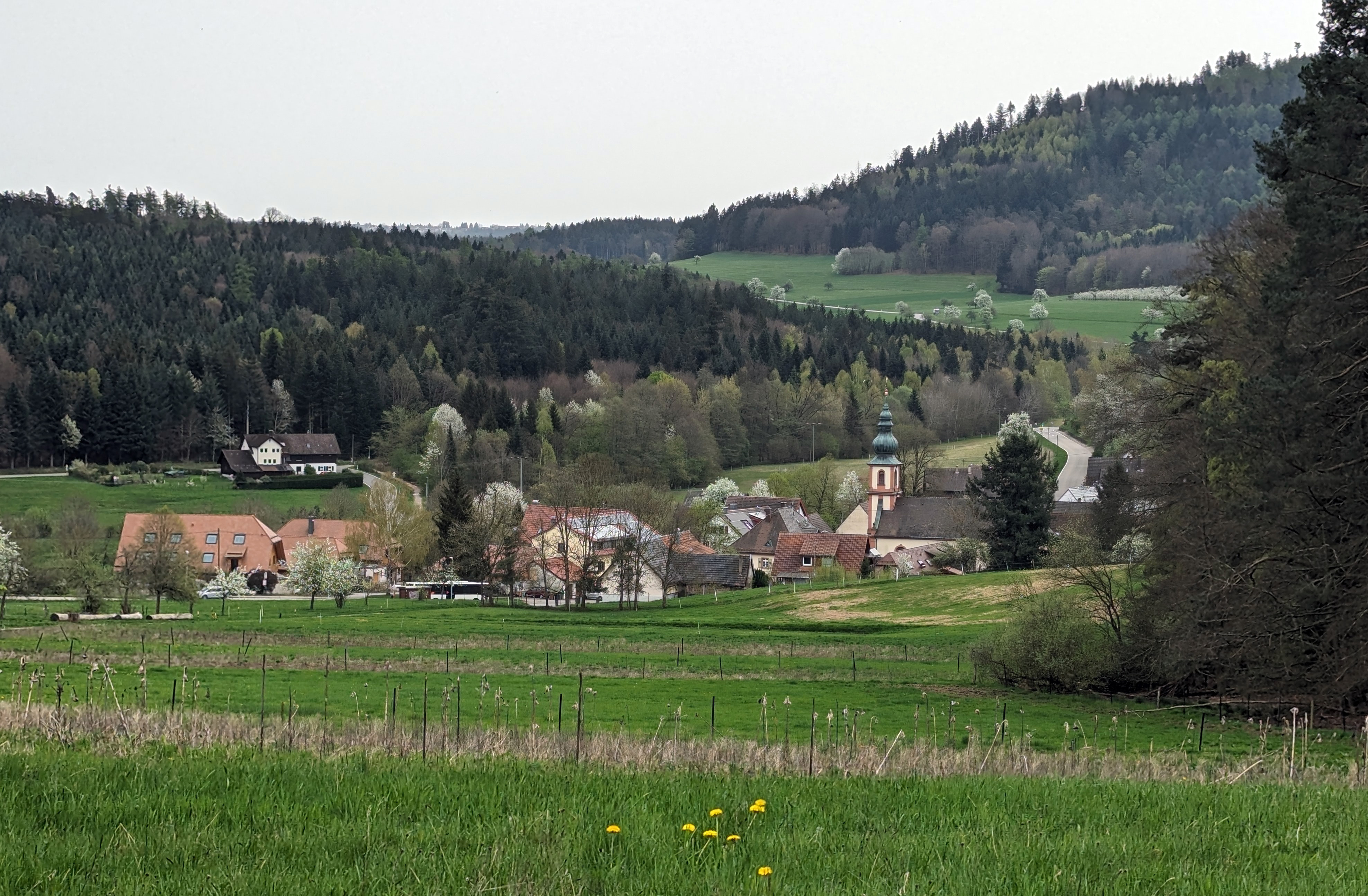
Mit dem Blick auf Moosbronn beginnt der Vorspann

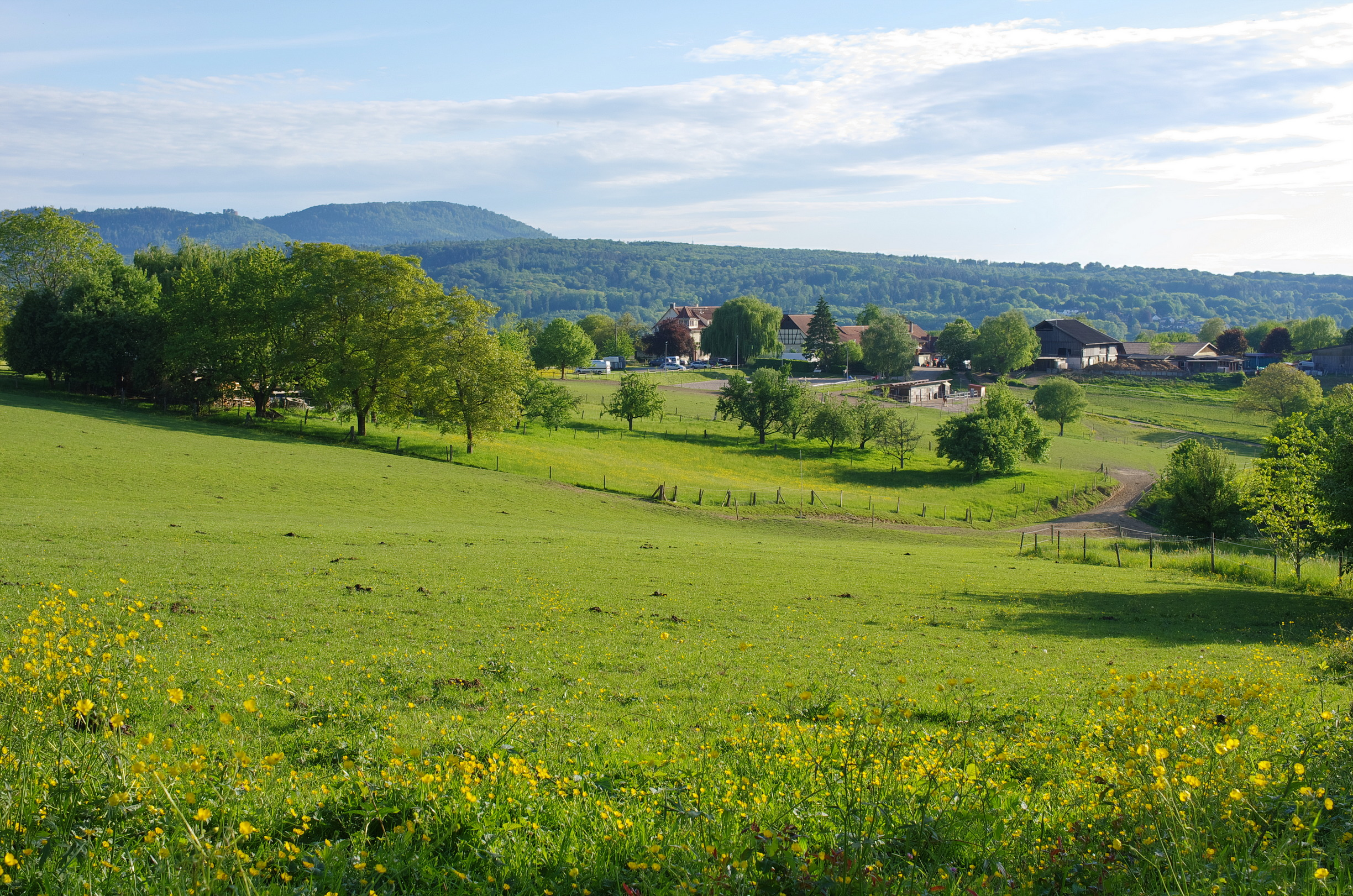
Der Winkler Hof in Gaggenau-Winkel

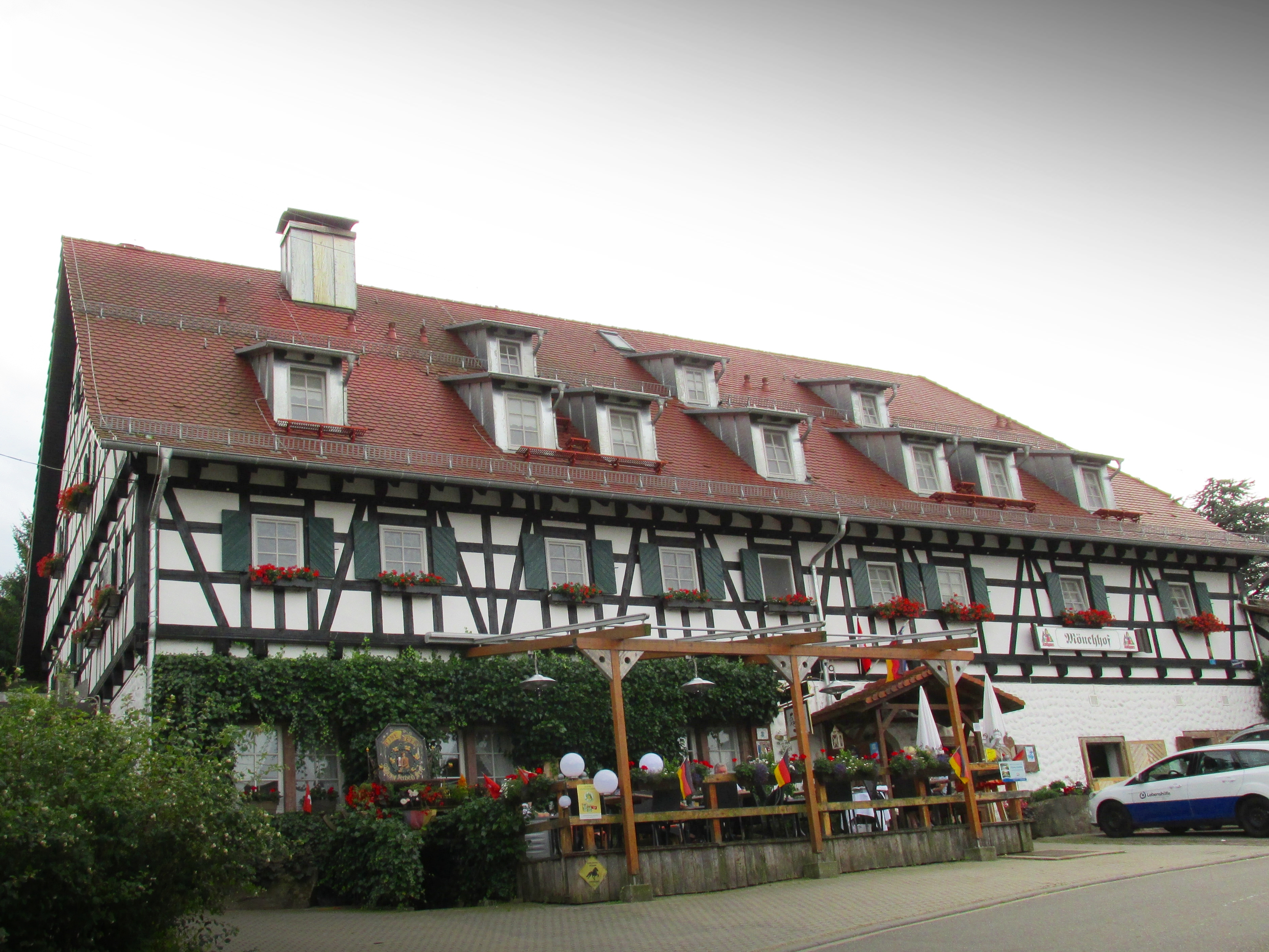
Der Mönchhof in Moosbronn

Wichtigste Drehorte waren die zu Gaggenau gehörenden Schwarzwalddörfer Moosbronn und Winkel unweit des Südwestfunk-Standortes Baden-Baden. Als Kulisse für den Mooshof diente zunächst der Winkler Hof in Winkel und später der Mönchhof in Moosbronn.

## Schauspieler und Rollen
Die folgende Tabelle zeigt eine Übersicht der Haupt- und Nebendarsteller mit deren Rollen. 
| Schauspieler      | Rolle                | Beschreibung                        | Episoden |
| ----------------- | -------------------- | ----------------------------------- | -------- |
| Hans Putz         | Gottlieb Stross      | Pferdewirt, betreibt den Mooshof    | 48       |
| Tamara Rohloff    | Ute Stross           | Tochter von Gottlieb                | 48       |
| Rainer Goernemann | Werner Stross        | Ehemann von Ute                     | 48       |
| Ilona Grandke     | Frau Voss            | Liebschaft von Werner               | 48       |
| Gisèle Pascal     | Madeleine Duroc      | Pferdenärrin, wohnt auf dem Mooshof | 48       |
| Hans Clarin       | Otto Bödefeld        | Gerichtsvollzieher                  | 48       |
| Dietmar Schönherr | Rüdiger von Strelitz | wohnt auf dem Gestüt Strehlitz      | 48       |
| Thomas Fritsch    | Herr Steinwachs      | Vater des Reitschülers Jürgen       | 48       |

## Episodenliste
| Folge | Titel in Staffel 1       | Ausstrahlung     |
| ----- | ------------------------ | ---------------- |
| 1     | Der Mooshof              | 7. Januar 1988   |
| 2     | Die Außenseiterin        | 14. Januar 1988  |
| 3     | Glück im Unglück         | 21. Januar 1988  |
| 4     | Das Fest                 | 28. Januar 1988  |
| 5     | Die Pfändung             | 4. Februar 1988  |
| 6     | Der Nachtritt            | 11. Februar 1988 |
| 7     | Eine schöne Bescherung   | 18. Februar 1988 |
| 8     | Der neue Job             | 25. Februar 1988 |
| 9     | Hoffnungsschimmer        | 3. März 1988     |
| 10    | Ein beherzter Entschluss | 10. März 1988    |
| 11    | Die Abgesandte           | 17. März 1988    |
| 12    | Neue Pläne               | 24. März 1988    |
| 13    | Eifersucht               | 31. März 1988    |
| 14    | Der Verdacht             | 7. April 1988    |
| 15    | In letzter Sekunde       | 14. April 1988   |
| 16    | Das Turnier              | 21. April 1988   |

| Folge | Titel in Staffel 2 | Ausstrahlung       |
| ----- | ------------------ | ------------------ |
| 17    | Ein Jahr danach    | 1. September 1988  |
| 18    | Die Nervenprobe    | 8. September 1988  |
| 19    | Uwe in der Klemme  | 15. September 1988 |
| 20    | Der Beweis         | 22. September 1988 |
| 21    | Barbados           | 29. September 1988 |
| 22    | Auf Leben und Tod  | 6. Oktober 1988    |
| 23    | Annabell           | 13. Oktober 1988   |
| 24    | Der Sturz          | 20. Oktober 1988   |
| 25    | Im Visier          | 27. Oktober 1988   |
| 26    | Duett in Genf      | 3. November 1988   |
| 27    | Ein komischer Kauz | 10. November 1988  |
| 28    | Hals über Kopf     | 17. November 1988  |
| 29    | Uwes Abschied      | 24. November 1988  |
| 30    | Vaterfreuden       | 1. Dezember 1988   |
| 31    | Clarissa           | 8. Dezember 1988   |

| Folge | Titel in Staffel 3        | Ausstrahlung  |
| ----- | ------------------------- | ------------- |
| 32    | Die Eroberung             | 4. Mai 1989   |
| 33    | Aus heiterem Himmel       | 11. Mai 1989  |
| 34    | Das Traumpaar             | 18. Mai 1989  |
| 35    | Retter in der Not         | 25. Mai 1989  |
| 36    | Schutzengel               | 1. Juni 1989  |
| 37    | Schwierige Zeiten         | 8. Juni 1989  |
| 38    | Reitlehrer gesucht        | 15. Juni 1989 |
| 39    | Klare Verhältnisse        | 22. Juni 1989 |
| 40    | Eine schwere Entscheidung | 29. Juni 1989 |

| Folge | Titel in Staffel 4            | Ausstrahlung       |
| ----- | ----------------------------- | ------------------ |
| 41    | Eine böse Überraschung        | 2. August 1990     |
| 42    | Reise nach Island             | 9. August 1990     |
| 43    | Abenteuer auf Island          | 16. August 1990    |
| 44    | Die Schnitzeljagd             | 23. August 1990    |
| 45    | Ein spannender Wettkampf      | 30. August 1990    |
| 46    | Alte Liebe rostet nicht       | 6. September 1990  |
| 47    | Die Geburtstagsparty          | 13. September 1990 |
| 48    | Eine geheimnisvolle Einladung | 20. September 1990 |

## DVD-Veröffentlichung
- Fest im Sattel – Alle Folgen auf 8 DVDs (Komplettbox), Pidax, FSK 6, Laufzeit: ca. 1500 Minuten, Erscheinungstermin: 19. Oktober 2024.